# Лимай
Лимай (исп. Río Limay) — река на юге Аргентины, одна из величайших рек Патагонии. Река берёт начало на юге территории провинции Неукен и впадает в реку Рио-Негро.

## Название
Название реки происходит от арауканского языка, слово лимай значит ясная река.

## Экономика
Рыболовство, кемпинг, производство гидроэнергии.
Гидроэлектростанции-плотины: Аликура, Пьедра-дель-Агила (ГЭС), Пичи-Пикун-Леуфу, Эль-Чокон и Аррольито.

## Галерея

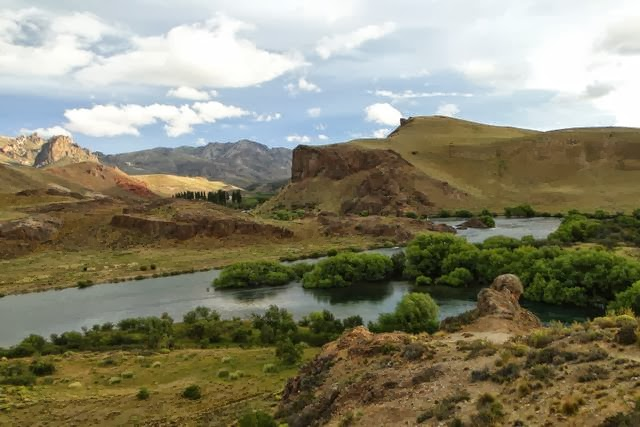
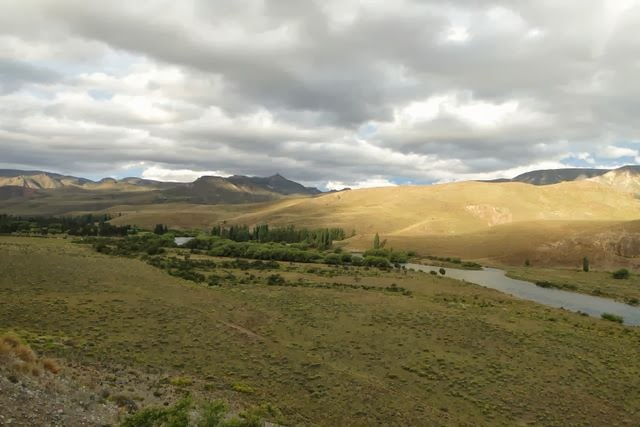
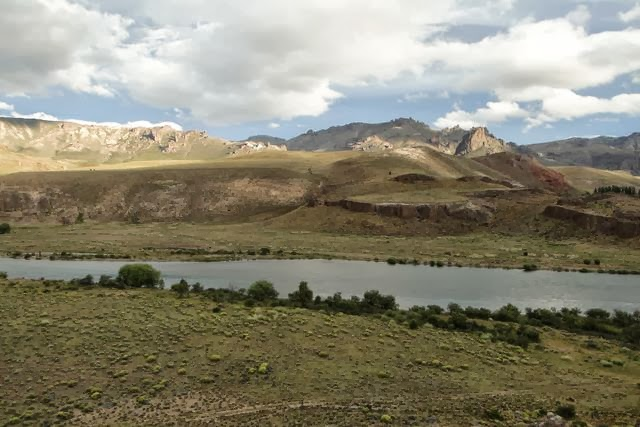
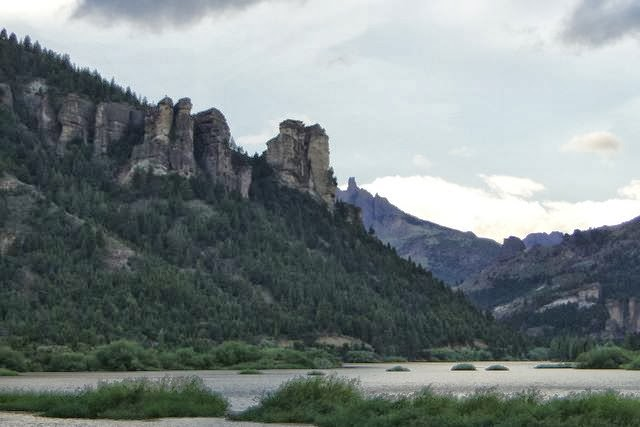

## Важные города на реке
- Неукен
- Пьедра-дель-Агила